# Итис
Итис (др.-греч. Ἴτυς) — в греческой мифологии сын Прокны и Терея (по другой версии мифа, локализованной в Ионии — сын Аэдоны и Политехна, а сестра матери носит имя Хелидониды).
Он был зарезан матерью и её сестрой Филомелой (или Хелидонидой), и телом его был угощён отец в отмщение за обесчещение Филомелы. Согласно Нонну, убит мечом из Аттики. Мать была превращена в соловья, оплакивающего Итиса. Итис превратился в фазана.
Иногда матерью Итиса называют Филомелу, а Итиса — Итилом. Статуи Прокны и Итиса работы Алкамена находились в Афинах.
История Итиса легла в основу ряда античных пьес, в числе которых трагедия Софокла «Терей».